# Barra antirrobo

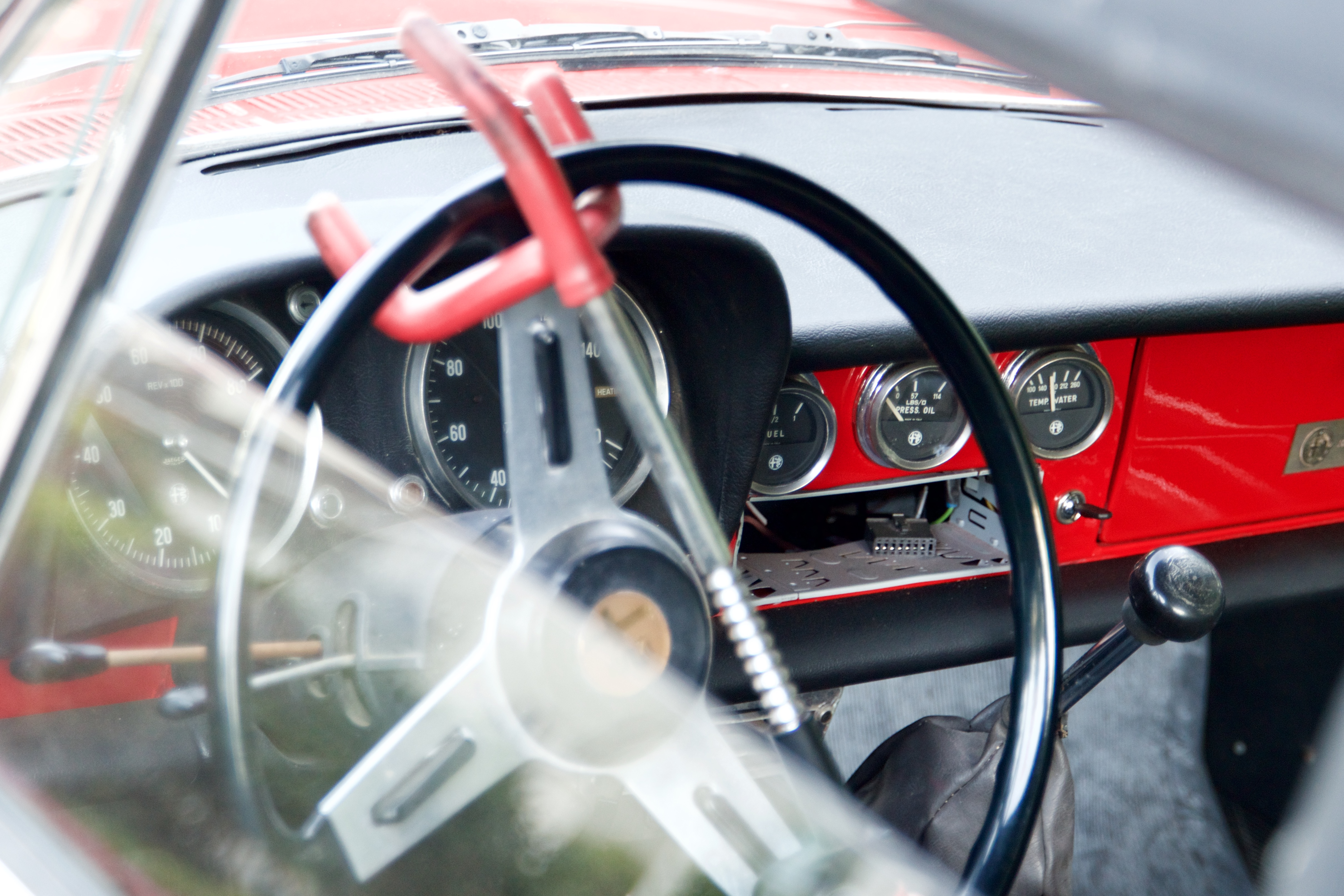
Barra antirrobo

La barra antirrobo es, como su nombre indica, un dispositivo antirrobo que, al ser visible, puede tener una función disuasoria para los ladrones de coches. Hay básicamente dos tipos: los de una primera generación, que datan al menos a la década de 1920, que son barras que sujetan el volante al pedal del freno o al pedal del embrague,  y una segunda generación consistente en un dispositivo que se coloca sobre el propio volante y que se extiende sobre el salpicadero, evitando así que se pueda girar el volante.
Un estudio sobre la incidencia de delitos realizado en la década de 1970 para el Home Office británico señaló que estos dispositivos visibles reducen la probabilidad del robo de un coche.